# Mursko Središće
Mursko Središće (Kajkavisch: Mursko Središče; Hongaars: Muraszerdahely) is een stad in de Kroatische provincie Međimurje. Mursko Središće telt 6548 inwoners (2001).

## Plaatsen in de gemeente
Hlapičina, Križovec, Mursko Središće, Peklenica en Štrukovec.
Steden (gradovi): Čakovec · Mursko Središće · Prelog

Gemeenten (općine): Belica · Dekanovec · Domašinec · Donja Dubrava · Donji Kraljevec · Donji Vidovec · Goričan · Gornji Mihaljevec · Kotoriba · Mala Subotica · Nedelišće · Orehovica · Podturen · Pribislavec · Selnica · Strahoninec · Sveta Marija · Sveti Juraj na Bregu · Sveti Martin na Muri · Šenkovec · Štrigova · Vratišinec